# Martin Boelitz

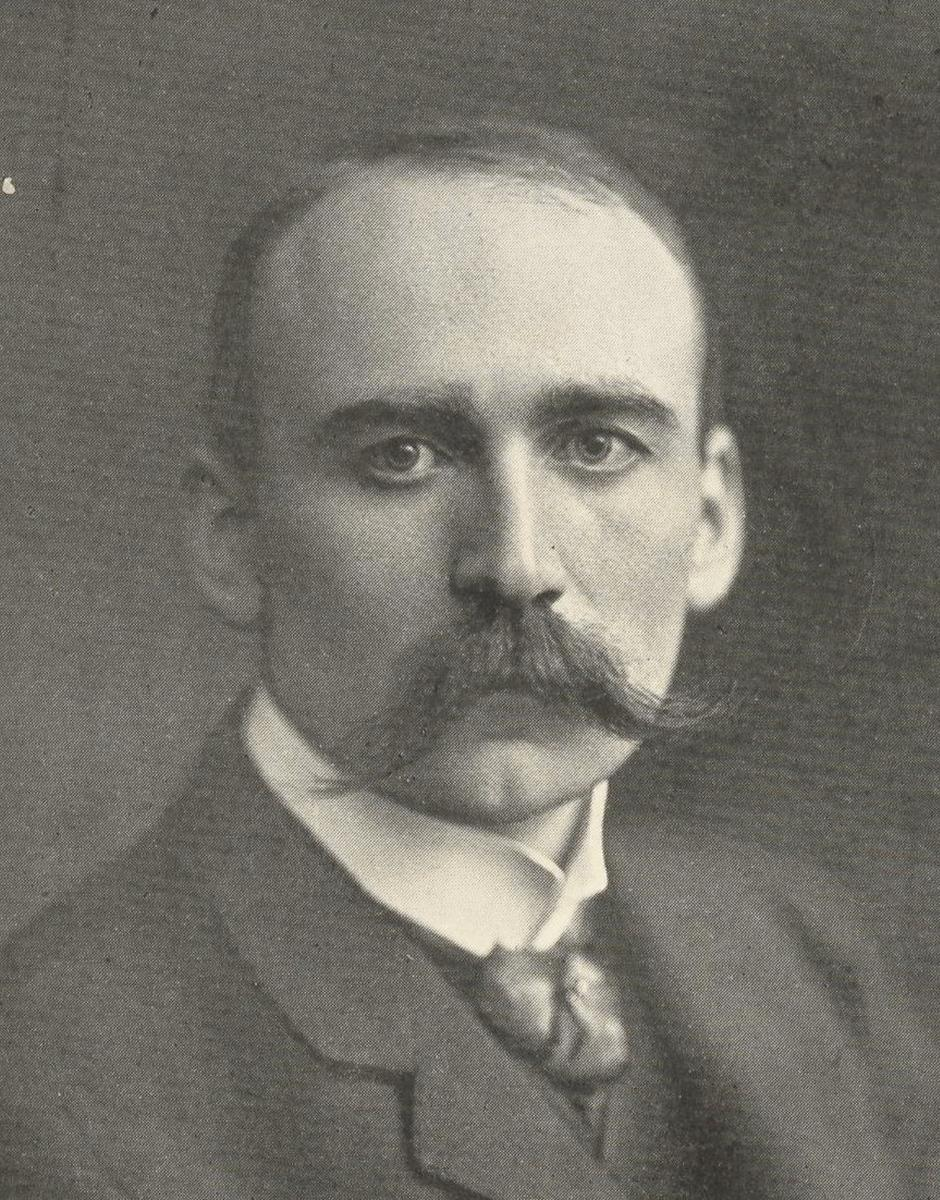
Martin Boelitz (um 1912)

Martin Boelitz (* 10. Mai 1874 in Wesel; † 5. Dezember 1918 in Nürnberg) war ein deutscher Schriftsteller.

## Leben
Martin Boelitz entstammte einer Pastorenfamilie; sein Bruder war der spätere
Politiker Otto Boelitz. Martin Boelitz besuchte das Gymnasium in Wesel bis zur Obersekunda; anschließend war er als Bankkaufmann und Börsenagent tätig. Von 1899 bis 1901 hielt er sich in London auf; während dieser Zeit redigierte er die Literaturzeitschrift Stimmen der Gegenwart. Ab 1902 leitete er den Verlag Nieter in Nürnberg. 1914 kehrte er mit seiner Familie nach Wesel zurück, wo er Inhaber einer Buchhandlung und Herausgeber der Weseler Zeitung wurde.
Martin Boelitz verfasste vorwiegend Gedichte, die vor allem seine
niederrheinische Heimat zum Thema haben, aber auch – in dem Gedichtband London – soziale Probleme behandeln.

## Werke
- Aus Traum und Leben, Berlin 1896
- Lieder des Lebens, Dresden [u. a.] 1900
- London, Berlin [u. a.] 1901
- Frohe Ernte, Minden i.W. 1905
- Ausgewählte Gedichte, Leipzig 1908
- Zwölf Gedichte, Cöln 1913
- Hundert Gedichte, Köln 1922
- Mariä Wiegenlied, bibliophile Einzelausgabe der Komposition von Max Reger mit Farbholzschnitten von Karl Lorenz, Malente-Gremsmühlen (Turmpresse) 1931.[1]
- Gedichte, Wesel 1936
- Tragt, blaue Träume ..., Wesel 1963

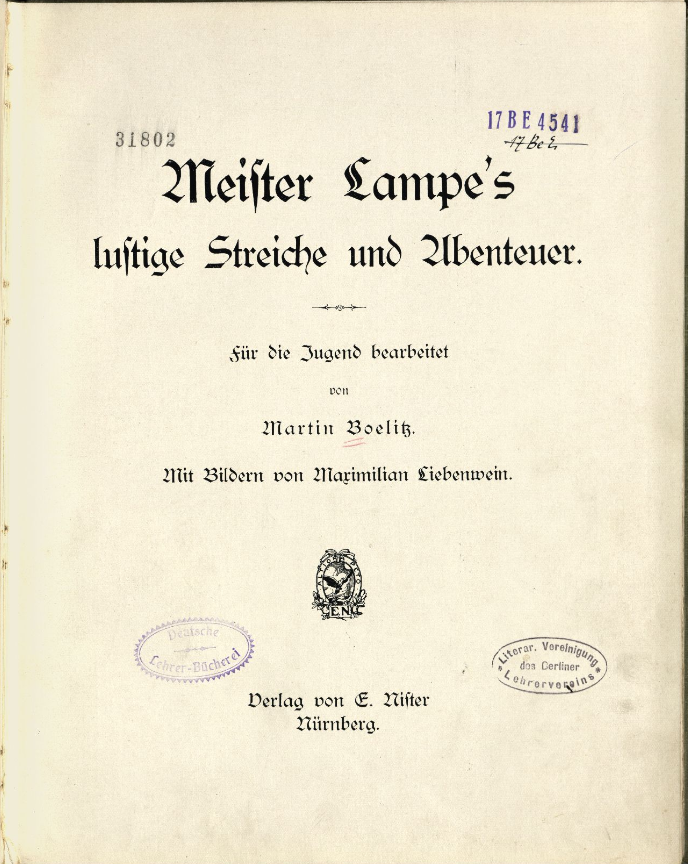
Joel Chandler Harris (1904)

## Herausgeberschaft
- Schöne alte Kinderlieder, Nürnberg 1904
- Allen zur Freude, Nürnberg 1906
- Lob der Freude, Nürnberg 1912

## Übersetzungen
- (nach Joel Chandler Harris): Meister Lampes lustige Streiche und Abenteuer, Nürnberg 1904